# Bruna (bướm)
Bruna là một chi bướm ngày thuộc họ Bướm nâu.